# 九龍塘教育服務中心

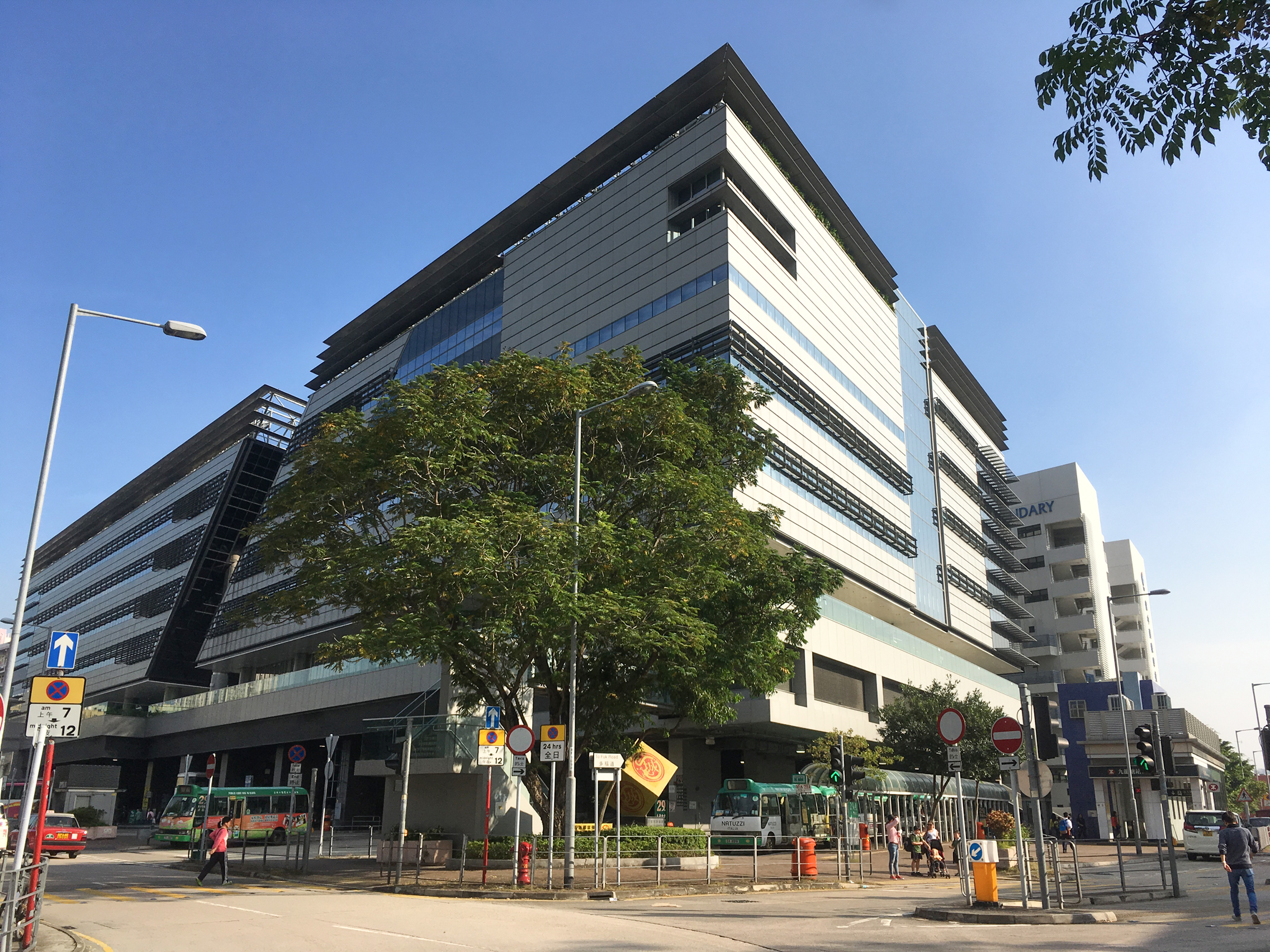
教育局九龍塘教育服務中心外貌

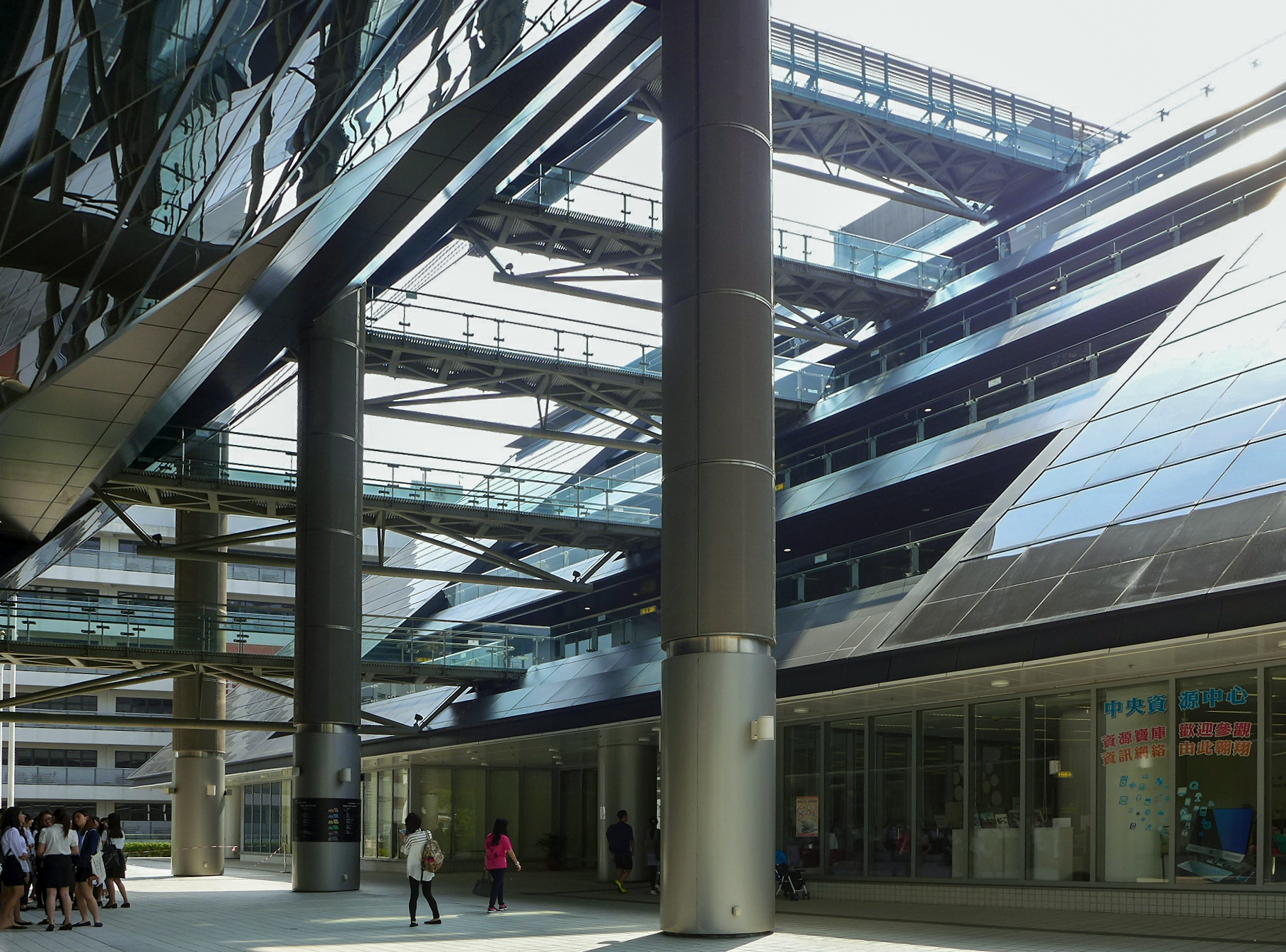
從平台看教育局九龍塘教育服務中心

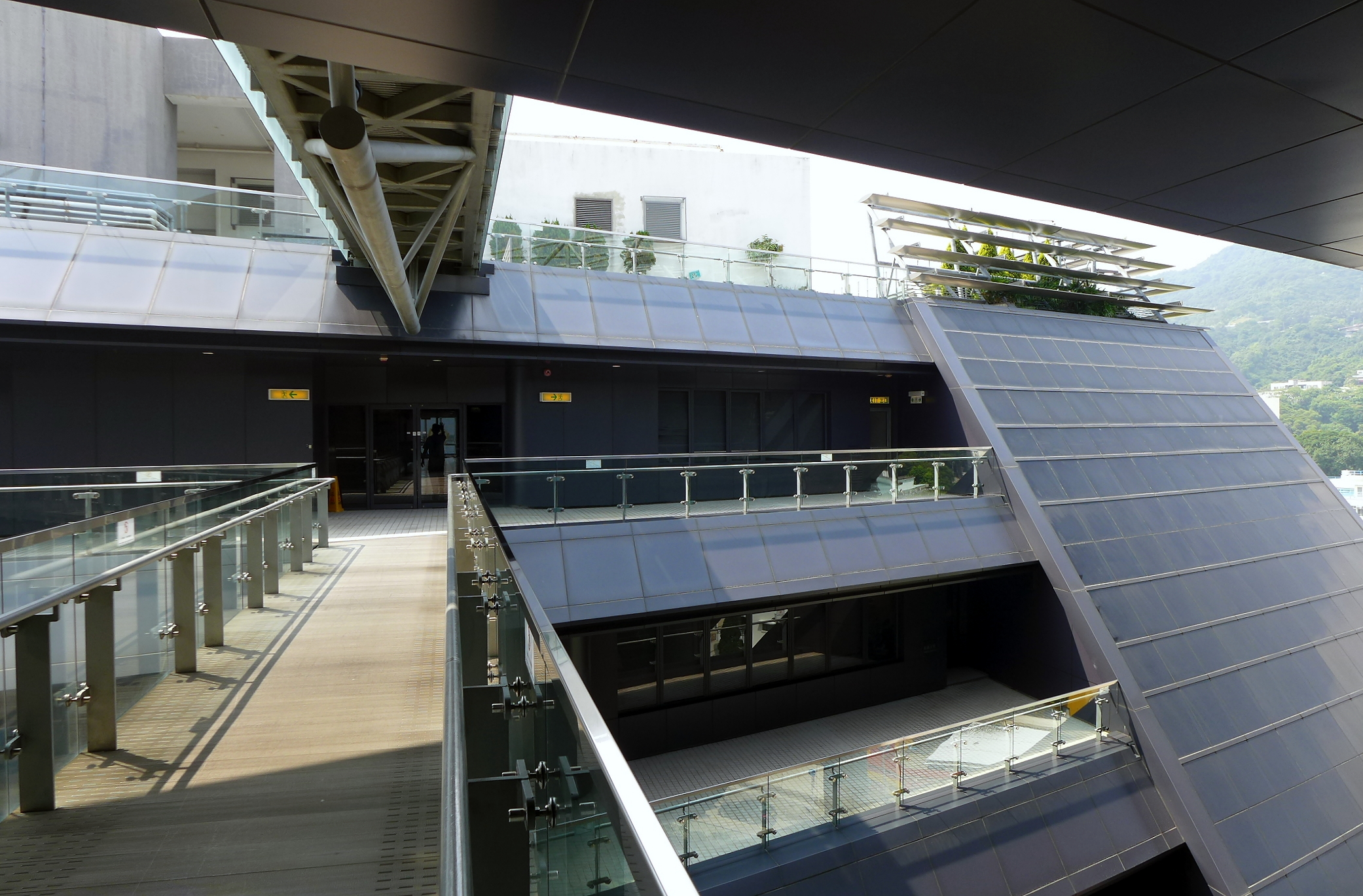
教育服務中心利用天橋連接東座和西座

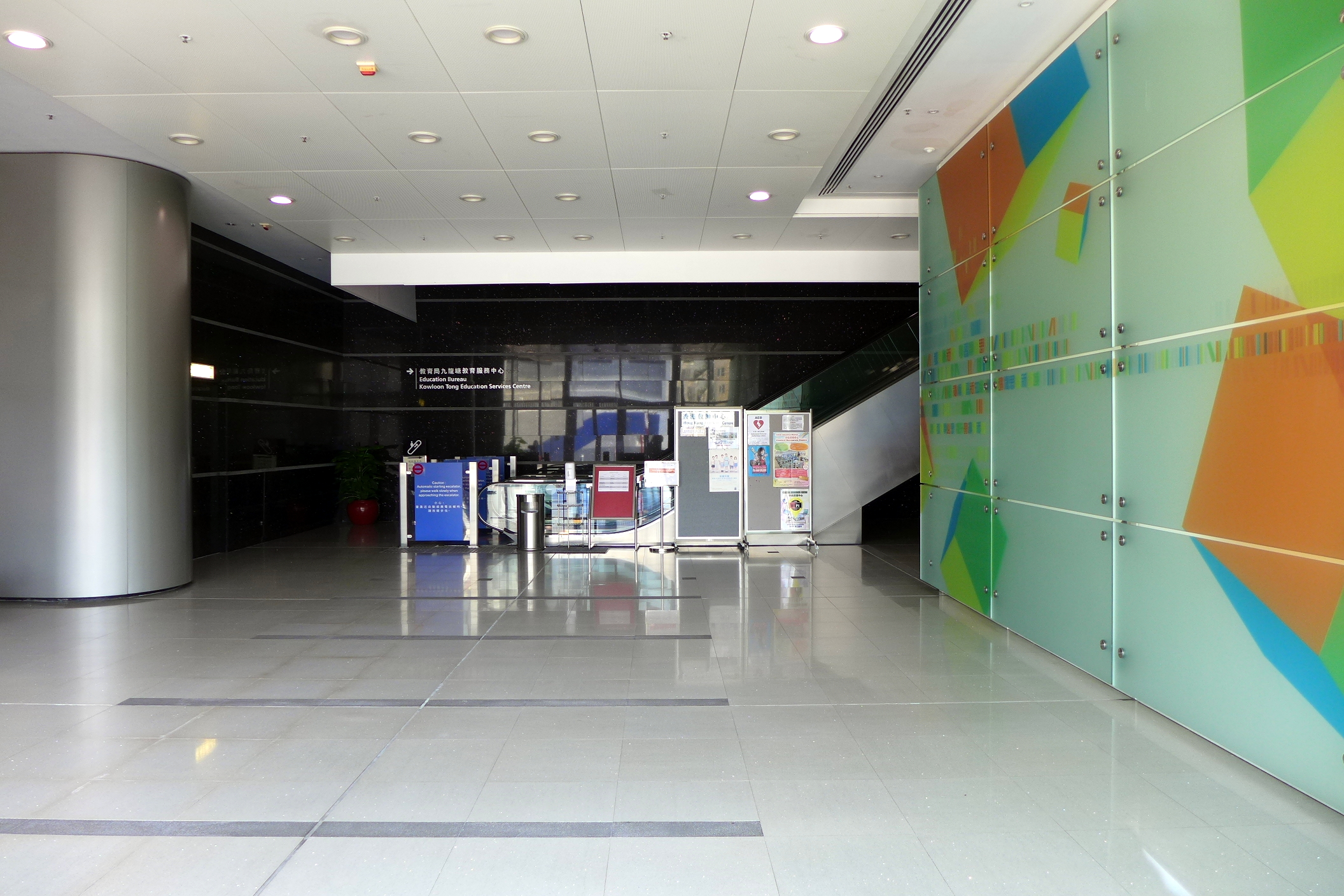
教育局九龍塘教育服務中心入口大堂

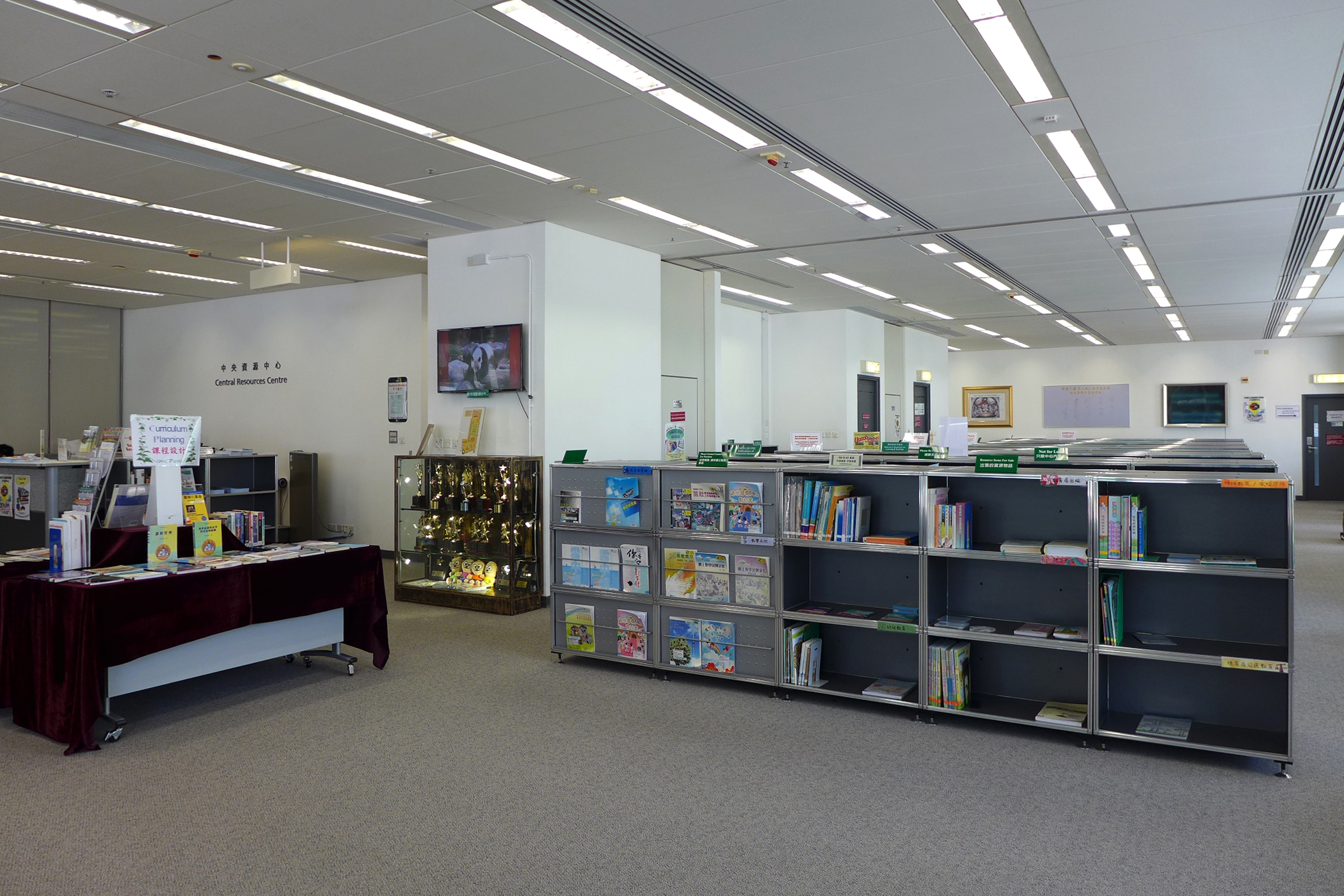
中央資源中心

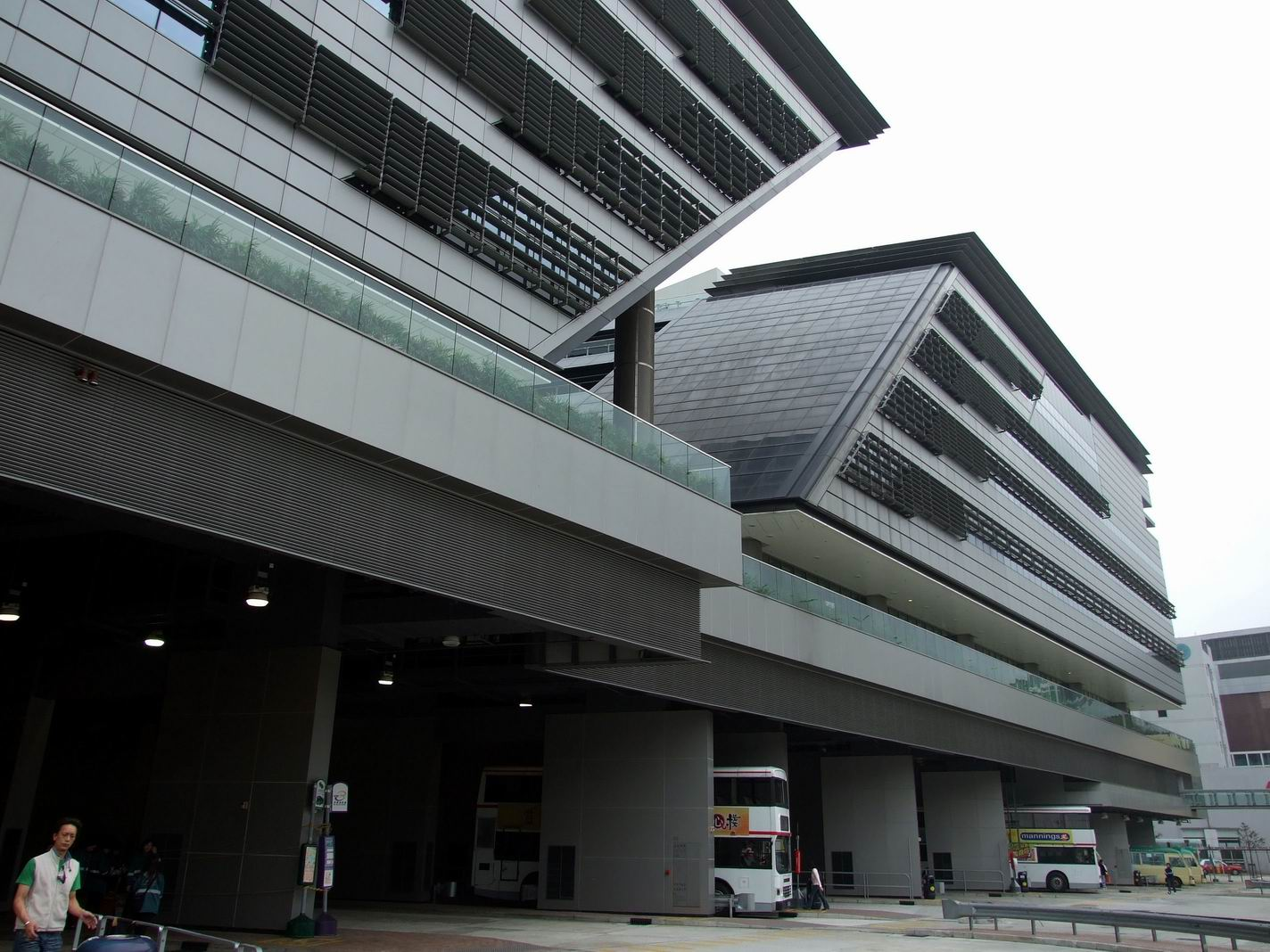
教育局九龍塘教育服務中心，下層為公共運輸交匯處

教育局九龍塘教育服務中心（英語：EDB Kowloon Tong Education Services Centre）是香港教育局的教育資源中心，位處於香港九龍九龍塘沙福道19號（前英軍聖佐治學校舊址西北部），鄰近港鐵九龍塘站，樓高5層，分為東座和西座，總樓面面積為13900平方米，於2006年8月21日由教育統籌局局長李國章和常任秘書長羅范椒芬主持開幕。
大樓內包括教育局的九龍區域教育服務處以及家庭與學校合作事宜委員會秘書處等辦事處外，還有會議場地、展覽廳、演講廳（位處於中心四樓）、香港教師中心（位處於中心西座一樓）、多用途禮堂、特殊教育服務中心、中央資源中心（包括馮漢柱資優教育中心）以及明途聯繫的小食部（位處於東座平台）等設施。
九龍塘教育服務中心地面為九龍塘（沙福道）公共運輸交匯處，地底則為港鐵九龍塘站觀塘綫大堂和東鐵綫南面大堂。

## 設施介紹

### 中央資源中心(已關閉)
中央資源中心位處於西座平台，中心內收藏了大量與教育有關的館藏，包括由教育局自行印製的資源。

### 展覽廳
展覽廳位處於中央資源中心對面，主要舉辦與教育有關的展覽，包括三三四學制的資料。

### 香港教師中心
香港教師中心（Hong Kong Teachers' Centre）會所位處教育局九龍塘教育服務中心西座一樓106室，為教師參與活動和分享會的場地，每年獲教育局撥款資助。會所提供多媒體電腦及上網服務、教育期刊及雜誌專櫃、議事聚坊等設施。中心原本設於北角百福道，在1989年成立。2006年4月中遷至現址。不過因被《審計報告》批評使用率偏低，加上教育局以需求不足、活動參與率偏低為由，決定在2020年10月將教師中心停止運作。立法會教育界議員、教協副會長葉建源認為與非建制候選人在今次諮委會選舉有望首次奪得過半數席位有關。同時批評大廈保安森嚴，才導致使用率不高。
連結網址：香港教師中心（页面存档备份，存于）

### 演講廳
演講廳位處於中心四樓，可容納400人，可讓不同教育團體舉辦講座等活動。

## 人流偏低問題
2013年，有傳媒報導指教育局資源中心浪費資源。而2015年審計署報告發現，中心使用率持續偏低，訪客人數低於該中心統計，但被署方誇大兩倍。中心內的迷你影院入口亦被攔着，只向預約的導賞團或團體訪客播放短片。中心亦設12項公用設施，如活動室及演講廳供市民預約使用，但平均使用率只有39%。署方指中心應開放予公眾使用，包括教育專業人員和家長，同時要求當局加強推廣，提高公眾對中心的認識。教育局表示中心只以教育專業人員、教師及學校社工等少數羣組為特定服務對象。認為審計署報告部份建議並不恰當。

## 交通
九龍塘教育服務中心位於港鐵九龍塘站上蓋，地面更附設公共運輸交匯處提供巴士及小巴路線接駁。市民亦可利用九龍塘站旁多福道的士站，或是步行至又一城內的又一城公共運輸交匯處或窩打老道巴士站前往九龍塘教育服務中心。
九龍塘（沙福道）公共運輸交匯處位於九龍塘教育服務中心，該公共運輸交匯處是與教育服務中心一併興建。交匯處於2006年11月9日啟用，以便將原於沙福道的巴士總站及多福道的小巴總站遷移至該處，惟往沙田第一城的非專利巴士(已於2013年9月停辦)卻沒有遷移。
在九龍巴士的官方資料中，位於公共運輸交匯處內的巴士總站是以九龍塘鐵路站巴士總站為名，而非使用九龍塘（沙福道）公共運輸交匯處為總站名稱。
現時公共運輸交匯處內設有多條巴士路線及小巴路線以該處為終點站，往返鄰近的廣播道及沙田區等地。另外有部份跨境巴士前往沙頭角口岸、深圳灣口岸連接深圳市等地。

## 外部連結
- 教育局 - 中央資源中心